# بینگ راسل
بینگ راسل (انگلیسی: Bing Russell؛ ۵ مهٔ ۱۹۲۶ – ۸ آوریل ۲۰۰۳) یک بازیگر سینما، و هنرپیشه اهل ایالات متحده آمریکا بود. وی بین سال‌های ۱۹۵۱ تا ۱۹۹۰ میلادی فعالیت می‌کرد.

## گزیده فیلمشناسی
از فیلم‌ها یا برنامه‌های تلویزیونی که وی در آن نقش داشته‌است می‌توان به آثار زیر اشاره کرد.
- مرگبار ببوس مرا (۱۹۵۵) در نقش Police Detective (در عنوان‌بندی نیامده)
- رتیل (فیلم) (۱۹۵۵) در نقش Deputy (در عنوان‌بندی نیامده)
- حمله (۱۹۵۶) (۱۹۵۶) در نقش Medic (در عنوان‌بندی نیامده)
- گربه‌های جهنمی نیروی دریایی (۱۹۵۷) در نقش Frogman on Submarine (در عنوان‌بندی نیامده)
- جدال در اوکی کرال (فیلم) (۱۹۵۷) در نقش Harry (Griffin bartender) (در عنوان‌بندی نیامده)
- وب جهان‌گستر (۱۹۵۷, مجموعه تلویزیونی) در نقش Police Officer
- سوءظن (مجموعه تلویزیونی) (۱۹۵۷, مجموعه تلویزیونی) در نقش Mechanic
- خانم با یک هوانورد ازدواج کرد (۱۹۵۸) در نقش First Tower Controller (در عنوان‌بندی نیامده)
- ریو براوو (فیلم) (۱۹۵۹) در نقش Cowboy murdered in saloon (در عنوان‌بندی نیامده)
- آخرین قطار گان هیل (۱۹۵۹) در نقش Skag, Belden Hand
- جانی رینگو (مجموعه تلویزیونی) (۱۹۵۹, مجموعه تلویزیونی) در نقش Dick Walsh
- سواره‌نظام ۱۹۵۹
- تگزاس جان اسلاتر (۱۹۵۹, مجموعه تلویزیونی) در نقش Arne
- دود اسلحه (۱۹۶۰) در نقش Garve Tabor
- هفت دلاور (۱۹۶۰) در نقش Robert, (Henry's traveling companion)
- بونانزا (۱۹۶۱–۱۹۷۳) (مجموعه تلویزیونی) در نقش Deputy Clem Foster
- ماوریک (مجموعه تلویزیونی) (۱۹۵۷–۱۹۶۲, مجموعه تلویزیونی) در نقش Luke Storm
- ویرجینیایی (۱۹۶۲ مجموعه تلویزیونی) he took on the role of Sgt. Eads, a member of Col. Teddy Roosevelt's "Rough Riders"(It's 1898 و *بن کیسی (۱۹۶۲, مجموعه تلویزیونی) در نقش John
- دارای اسلحه - آماده سفر (۱۹۵۸–۱۹۶۲, مجموعه تلویزیونی) در نقش Andy Dawes and Sheriff Reagan
- تسخیرناپذیران (۱۹۵۹) (۱۹۶۱–۱۹۶۲, مجموعه تلویزیونی) در نقش Officer Cavanaugh
- اندی گریفیت شو (۱۹۶۳, مجموعه تلویزیونی) در نقش Mr. Burton
- منطقه نیمه‌روشن (۱۹۶۱–۱۹۶۳, مجموعه تلویزیونی) در نقش Ben Braden
- پاییز قبیله شاین (۱۹۶۴) در نقش Braden's Telegraph Operator (در عنوان‌بندی نیامده)
- فراری (مجموعه تلویزیونی ۱۹۶۳) (۱۹۶۳–۱۹۶۶, مجموعه تلویزیونی) در نقش Davis
- مادام اکس (فیلم ۱۹۶۶) (۱۹۶۶) در نقش Police Sgt. Riley
- مانکیز (مجموعه تلویزیونی) (۱۹۶۶, مجموعه تلویزیونی) در نقش Rudy Gunther
- خواب جینی را می‌بینم (۱۹۶۷, مجموعه تلویزیونی) در نقش Amos Lincoln
- آیرونساید (مجموعه تلویزیونی) (۱۹۶۸, مجموعه تلویزیونی) در نقش Cal Bristold
- ماشین سحرآمیز (فیلم ۱۹۶۸) (۱۹۶۸) در نقش Race Track Starter (در عنوان‌بندی نیامده)
- رانده‌شدگان (۱۹۶۹, مجموعه تلویزیونی) در نقش Grainer
- ویرجینیایی (۱۹۶۲–۱۹۶۹, مجموعه تلویزیونی) در نقش Donovan
- ویرجینیایی (۱۹۷۰) در نقش Sheriff Martin credit در نقش Neil Russell
- ماشین حساب عوضی (۱۹۶۹) در نقش Angelo
- وکلای جوان (مجموعه تلویزیونی آمریکایی) (۱۹۷۰, مجموعه تلویزیونی) در نقش McCracken
- لانگستریت (۱۹۷۲, مجموعه تلویزیونی) در نقش Police Lieutenant
- شما او را می‌بینید ۱۹۷۲
- دود اسلحه (۱۹۵۶–۱۹۷۴, مجموعه تلویزیونی) در نقش Ed Shelby
- کارآگاه راکفورد (۱۹۷۴, مجموعه تلویزیونی) در نقش Lieutenant
- خیابان‌های سان‌فرانسیسکو (۱۹۷۳–۱۹۷۵, مجموعه تلویزیونی) در نقش Dan Riggs
- وضعیت اضطراری! (۱۹۷۳–۱۹۷۵, مجموعه تلویزیونی) در نقش Captain Wilson
- خانه کوچک (مجموعه تلویزیونی) (۱۹۷۶, مجموعه تلویزیونی) در نقش Len Coty
- آرتور هیلی's the Moneychangers (1976, TV Mini-Series) در نقش Timberwell
- الویس (فیلم ۱۹۷۹) (1979, TV Movie) در نقش Vernon Presley
- شامگاه (فیلم) (۱۹۸۸) در نقش Studio Guard
- تانگو و کش (۱۹۸۹) در نقش Van Driver
- دیک تریسی (فیلم ۱۹۹۰) (۱۹۹۰) در نقش Club Ritz Patron #2